# Toxorhynchites yaeyamae
Toxorhynchites yaeyamae är en tvåvingeart som beskrevs av Richard Mitchell Bohart 1956. Toxorhynchites yaeyamae ingår i släktet Toxorhynchites och familjen stickmyggor. Inga underarter finns listade i Catalogue of Life.